# 臨床蛋白質組學期刊
臨床蛋白質組學期刊(Clinical Proteomics)是由休瑪納版社(Humana Press)按季所出版的同行評審之公共衛生期刊。涵蓋著重以蛋白質組學技術乃至各方面臨床應用的"轉化蛋白质组学"之科研領域。 本期刊成立於2004年3月 主編是"丹尼爾·W·陳"(Daniel W. Chan，約翰·霍普金斯大學醫學院)。

## 內容範圍
該雜誌發表關於各種主題的文章，包括：臨床樣品採集以及處理保存蛋白質的新技術，其中包括蛋白质微阵列、质谱法、微分析設備(microanalytic device)、納米、及以蛋白質為基礎的臨床生物檢定法與臨床化學檢定、包含模式识别的生物信息学工具、人工智能，以及和計算機學習運算法等範圍。

## 文摘和索引
該期刊的文摘和索引收錄在EBSCO資訊服務(EBSCO Information Services)、AGRICOLA、化学文摘社，以及Embase等資料庫。

## 外部連結
- 官方网站